# أوملوب فان دي ويستهوك 2021
أوملوب فان دي ويستهوك 2021 (بالفرنسية: Circuit du Westhoek-Mémorial Stive Vermaut féminin 2021)‏ هو سباق دراجات هوائية، وهو الموسم رقم 2 من أوملوب فان دي ويستهوك ‏، وأقيم في 21 مارس 2021 ضمن سباقات سباق الدراجات على الطريق للسيدات 2021، وشارك فيه 161 متسابقاً ووصل إلى نهايته 81 متسابقاً.
فاز بالمركز الأول كريستين ماجروس، وبالمركز الثاني ايمي بيترز، وبالمركز الثالث ثاليتا دي جونج.

## الفرق
| فريق سيدات عالمي- إس دي وركس 2021 ‏ فرق دراجات قارية سيدات (16)- Andy Schleck–CP NVST–Immo Losch ‏ - اركيا للسيدات 2021 ‏ - بنجوال شوفالمير 2021 ‏ - بيزكايا دورانجو 2021 ‏ - كامز-تيفوسي ‏ - كووب-هايتك برودكتس 2021 ‏ - دولتشيني فان إيك بروكسيموس 2021 ‏ - دروبز-لي كول 2021 ‏ - GT Krush Rebellease Pro Cycling ‏ - إينستافوند رايسنغ 2021 ‏ - لوتو سودال للسيدات 2021 ‏ - لفيف للسيدات 2021 ‏ - مولتم أكاونتس 2021 ‏ - إن إكس تي جي ريسينغ 2021 ‏ - باركهوتل فالكنبورغ 2021 ‏ - روبل كليننينج-شامبين 2021 ‏ فرق وطنية (2)- فريق بلجيكا لركوب الدراجات للسيدات 2021 ‏ - فريق هولندا لركوب الدراجات للسيدات 2021 ‏ فريق دراجات هواة سيدات- S-bikes Bodhi‏ فريق نادي الدراجات- دبليو سي سي تيم 2021 ‏ |  |
| |  |

## المشاركون
| فريق بلجيكا لركوب الدراجات للسيدات 2021 ‏ BEL | فريق بلجيكا لركوب الدراجات للسيدات 2021 ‏ BEL | فريق بلجيكا لركوب الدراجات للسيدات 2021 ‏ BEL |
| -------------------------------------------- | -------------------------------------------- | -------------------------------------------- |
| م                                            | عداء                                         | مرتبة                                        |
| 1                                            | لوت كوبيكي (طريق)                            | 12                                           |
| 2                                            | Katrijn De Clercq ‏                           | 45                                           |
| 3                                            | Valerie Demey ‏                               | 7                                            |
| 4                                            | Ellen Feytens‏                                | لم يكمل السباق                               |
| 5                                            | Nathalie Verschelden ‏                        | لم يكمل السباق                               |

| فريق هولندا لركوب الدراجات للسيدات 2021 ‏ NED | فريق هولندا لركوب الدراجات للسيدات 2021 ‏ NED | فريق هولندا لركوب الدراجات للسيدات 2021 ‏ NED |
| -------------------------------------------- | -------------------------------------------- | -------------------------------------------- |
| م                                            | عداء                                         | مرتبة                                        |
| 11                                           | لورينا ويبيس                                 | 29                                           |
| 12                                           | Evy Kuijpers ‏                                | 18                                           |
| 13                                           | شيرين فان أنروي                              | 46                                           |
| 14                                           | Eva Jonkers‏                                  | لم يكمل السباق                               |
| 15                                           | Eline Van Rooijen ‏                           | 56                                           |
| 16                                           | Ilse Grit‏                                    | لم يكمل السباق                               |
| 17                                           | Sofie van Rooijen ‏                           | 20                                           |

| إس دي وركس ‏ SDW | إس دي وركس ‏ SDW       | إس دي وركس ‏ SDW |
| --------------- | --------------------- | --------------- |
| م               | عداء                  | مرتبة           |
| 21              | جولين ديهور           | 9               |
| 22              | ايمي بيترز            | 2               |
| 23              | Lonneke Uneken ‏       | 13              |
| 24              | كريستين ماجروس (طريق) | 1               |
| 25              | روكسان فورنييه        | 11              |

| لوتو بيليسول للسيدات ‏ LSL | لوتو بيليسول للسيدات ‏ LSL | لوتو بيليسول للسيدات ‏ LSL |
| ------------------------- | ------------------------- | ------------------------- |
| م                         | عداء                      | مرتبة                     |
| 31                        | Jesse Vandenbulcke ‏       | 5                         |
| 32                        | Alana Castrique ‏          | لم يكمل السباق            |
| 33                        | Abby-Mae Parkinson ‏       | 48                        |
| 34                        | Anna Plichta ‏             | 51                        |
| 35                        | حنا نيلسون                | 24                        |
| 36                        | Danique Braam ‏            | 81                        |

| Andy Schleck–CP NVST–Immo Losch ‏ ASC | Andy Schleck–CP NVST–Immo Losch ‏ ASC | Andy Schleck–CP NVST–Immo Losch ‏ ASC |
| ------------------------------------ | ------------------------------------ | ------------------------------------ |
| م                                    | عداء                                 | مرتبة                                |
| 41                                   | Maite Barthels ‏                      | لم يكمل السباق                       |
| 42                                   | Nina Berton ‏                         | لم يكمل السباق                       |
| 43                                   | Georgia Danford‏                      | لم يكمل السباق                       |
| 44                                   | Désirée Ehrler ‏                      | لم يكمل السباق                       |
| 45                                   | Stella Nightingale‏                   | لم يكمل السباق                       |
| 46                                   | Claire Faber ‏                        | 33                                   |
| 47                                   | Carolin Schiff ‏                      | 67                                   |

| بنجوال شوفالمير ‏ CCT | بنجوال شوفالمير ‏ CCT | بنجوال شوفالمير ‏ CCT |
| -------------------- | -------------------- | -------------------- |
| م                    | عداء                 | مرتبة                |
| 51                   | ثاليتا دي جونج       | 3                    |
| 52                   | ديمي دي جونغ ‏        | لم يكمل السباق       |
| 53                   | Rozanne Slik ‏        | لم يكمل السباق       |
| 54                   | Lenny Druyts ‏        | لم يكمل السباق       |
| 55                   | Justine Ghekiere ‏    | لم يكمل السباق       |
| 56                   | كيلي فان دن ستين     | 43                   |
| 57                   | Caren Commissaris‏    | لم يكمل السباق       |

| بيزكايا دورانجو ‏ BDP | بيزكايا دورانجو ‏ BDP | بيزكايا دورانجو ‏ BDP |
| -------------------- | -------------------- | -------------------- |
| م                    | عداء                 | مرتبة                |
| 61                   | ساندرا ألونسو        | 54                   |
| 62                   | إليزابيث هولدن       | 49                   |
| 63                   | Émilie Fortin ‏       | لم يكمل السباق       |
| 64                   | Yurani Blanco ‏       | لم يكمل السباق       |
| 65                   | Daniela Campos ‏      | لم يكمل السباق       |
| 67                   | Julia Sánchez Galea‏  | لم يكمل السباق       |

| إن إكس تي جي ريسينغ ‏ NXG | إن إكس تي جي ريسينغ ‏ NXG | إن إكس تي جي ريسينغ ‏ NXG |
| ------------------------ | ------------------------ | ------------------------ |
| م                        | عداء                     | مرتبة                    |
| 71                       | Britt Knaven ‏            | 66                       |
| 72                       | Rozemarijn Ammerlaan ‏    | 76                       |
| 73                       | Ilse Pluimers ‏           | 34                       |
| 74                       | Maud Rijnbeek ‏           | لم يكمل السباق           |
| 75                       | Catalina Soto ‏           | 28                       |
| 76                       | Cathalijne Hoolwerf ‏     | لم يكمل السباق           |
| 77                       | Emily Wadsworth ‏         | 36                       |

| دبليو سي سي تيم ‏ WCC | دبليو سي سي تيم ‏ WCC | دبليو سي سي تيم ‏ WCC |
| -------------------- | -------------------- | -------------------- |
| م                    | عداء                 | مرتبة                |
| 81                   | Alessia Vigilia ‏     | 27                   |
| 82                   | Antri Christoforou ‏  | 68                   |
| 83                   | Tereza Neumanová ‏    | 55                   |
| 84                   | Nicole Hanselmann ‏   | لم يكمل السباق       |
| 85                   | ماغورزاتا جاسيسكا    | 26                   |
| 86                   | Rachel Neylan ‏       | 72                   |
| 87                   | Luciana Roland‏       | لم يكمل السباق       |

| دولتشيني فان إيك بروكسيموس ‏ DVE | دولتشيني فان إيك بروكسيموس ‏ DVE | دولتشيني فان إيك بروكسيموس ‏ DVE |
| ------------------------------- | ------------------------------- | ------------------------------- |
| م                               | عداء                            | مرتبة                           |
| 91                              | Fien van Eynde ‏                 | 37                              |
| 92                              | Bryony van Velzen ‏              | 30                              |
| 93                              | Christina Schweinberger ‏        | 53                              |
| 94                              | Kathrin Schweinberger ‏ (طريق)   | 14                              |
| 95                              | Minke Bakker‏                    | 73                              |
| 96                              | Mieke Docx ‏                     | لم يكمل السباق                  |
| 97                              | Nicole Steigenga ‏               | 6                               |

| تيم كوب هايتك بوردكتس ‏ HPU | تيم كوب هايتك بوردكتس ‏ HPU | تيم كوب هايتك بوردكتس ‏ HPU |
| -------------------------- | -------------------------- | -------------------------- |
| م                          | عداء                       | مرتبة                      |
| 101                        | ميكي كروجر                 | 32                         |
| 102                        | Caroline Andersson ‏        | لم يكمل السباق             |
| 103                        | Amalie Lutro ‏              | لم يكمل السباق             |
| 104                        | Ann Helen Olsen‏            | لم يكمل السباق             |
| 107                        | Martine Gjøs ‏              | لم يكمل السباق             |

| باركهوتل فالكنبورغ ‏ PHV | باركهوتل فالكنبورغ ‏ PHV | باركهوتل فالكنبورغ ‏ PHV |
| ----------------------- | ----------------------- | ----------------------- |
| م                       | عداء                    | مرتبة                   |
| 111                     | Amber van der Hulst ‏    | 4                       |
| 112                     | Sylvie Swinkels ‏        | لم يكمل السباق          |
| 113                     | فيمكا ماركوس            | 16                      |
| 114                     | كيرستي فان هافتن        | 35                      |
| 115                     | Leonie Bos ‏             | 60                      |
| 116                     | Marit Raaijmakers ‏      | 50                      |

| اركيا للسيدات ‏ ARK | اركيا للسيدات ‏ ARK       | اركيا للسيدات ‏ ARK |
| ------------------ | ------------------------ | ------------------ |
| م                  | عداء                     | مرتبة              |
| 121                | شارلوت بيكر              | 63                 |
| 122                | Amandine Fouquenet ‏      | لم يكمل السباق     |
| 123                | Lucie Jounier ‏           | 8                  |
| 124                | غلاديس فيرهلست ‏          | 57                 |
| 125                | Marie-Morgane Le Deunff ‏ | لم يكمل السباق     |
| 126                | Greta Richioud ‏          | لم يكمل السباق     |
| 127                | Typhaine Laurance ‏       | 62                 |

| Keukens Redant ‏ ___ | Keukens Redant ‏ ___   | Keukens Redant ‏ ___ |
| ------------------- | --------------------- | ------------------- |
| م                   | عداء                  | مرتبة               |
| 131                 | Imogen Cotter ‏        | لم يكمل السباق      |
| 132                 | Shana Dalving‏         | لم يكمل السباق      |
| 133                 | Brenda Goessens‏       | لم يكمل السباق      |
| 134                 | Justine Lescrauwaet‏   | لم يكمل السباق      |
| 135                 | Quinty van de Guchte ‏ | لم يكمل السباق      |
| 136                 | Evy Tillaert‏          | لم يكمل السباق      |
| 137                 | Evy Roelen‏            | لم يكمل السباق      |

| إنستافوند لا بريما ‏ ILP | إنستافوند لا بريما ‏ ILP | إنستافوند لا بريما ‏ ILP |
| ----------------------- | ----------------------- | ----------------------- |
| م                       | عداء                    | مرتبة                   |
| 141                     | Rotem Gafinovitz ‏       | 52                      |
| 143                     | كارولين باور            | 41                      |
| 144                     | Rachel Langdon‏          | 17                      |
| 145                     | Isabella Bertold ‏       | 70                      |
| 146                     | Gillian Ellsay ‏         | 80                      |

| S-bikes Bodhi‏ ___ | S-bikes Bodhi‏ ___      | S-bikes Bodhi‏ ___ |
| ----------------- | ---------------------- | ----------------- |
| م                 | عداء                   | مرتبة             |
| 151               | Arianna Pruisscher ‏    | 21                |
| 152               | Demi van Dijke‏         | لم يكمل السباق    |
| 153               | Desiree Liegeois‏       | لم يكمل السباق    |
| 154               | Klara Fischnaller‏      | لم يكمل السباق    |
| 155               | Laura Vainionpää ‏      | لم يكمل السباق    |
| 156               | Saartje Vandenbroucke ‏ | لم يكمل السباق    |
| 157               | Elena Debouck‏          | لم يكمل السباق    |

| دروبز ‏ DRP | دروبز ‏ DRP               | دروبز ‏ DRP     |
| ---------- | ------------------------ | -------------- |
| م          | عداء                     | مرتبة          |
| 161        | Dani Christmas ‏          | 74             |
| 162        | إميلي موبيرج             | 25             |
| 163        | Maike van der Duin ‏      | 15             |
| 164        | Marjolein van 't Geloof ‏ | 10             |
| 165        | ماريا مارتينز            | 19             |
| 166        | Finja Smekal‏             | لم يكمل السباق |
| 167        | Sara Penton ‏             | 23             |

| أوتوجلاس ويترين ‏ MUL | أوتوجلاس ويترين ‏ MUL | أوتوجلاس ويترين ‏ MUL |
| -------------------- | -------------------- | -------------------- |
| م                    | عداء                 | مرتبة                |
| 171                  | Anna Badegruber ‏     | لم يكمل السباق       |
| 172                  | Lara Defour ‏         | لم يكمل السباق       |
| 173                  | Julie Stockman‏       | لم يكمل السباق       |
| 174                  | Fien De Wispelaere‏   | لم يكمل السباق       |
| 175                  | Fien Delbaere ‏       | 40                   |
| 176                  | Rosalie Van der Wolf‏ | 77                   |
| 177                  | Sara Maes‏            | لم يكمل السباق       |

| شارينت ماريتايم سيلينج للسيدات ‏ CMW | شارينت ماريتايم سيلينج للسيدات ‏ CMW | شارينت ماريتايم سيلينج للسيدات ‏ CMW |
| ----------------------------------- | ----------------------------------- | ----------------------------------- |
| م                                   | عداء                                | مرتبة                               |
| 181                                 | Séverine Eraud ‏                     | لم يكمل السباق                      |
| 182                                 | Noemi Rüegg ‏                        | 42                                  |
| 183                                 | Noémie Abgrall ‏                     | لم يكمل السباق                      |
| 184                                 | India Grangier ‏                     | 61                                  |
| 185                                 | Célia Le Mouel ‏                     | 58                                  |
| 186                                 | Élodie Le Bail‏                      | 22                                  |
| 187                                 | Manon Souyris ‏                      | لم يكمل السباق                      |

| كامز-تيفوسي ‏ CAT | كامز-تيفوسي ‏ CAT | كامز-تيفوسي ‏ CAT |
| ---------------- | ---------------- | ---------------- |
| م                | عداء             | مرتبة            |
| 191              | Hayley Simmonds ‏ | لم يكمل السباق   |
| 193              | Jessica Finney ‏  | 75               |
| 194              | Jo Tindley ‏      | لم يكمل السباق   |
| 195              | Katie Scott‏      | لم يكمل السباق   |
| 197              | Clover Murray ‏   | لم يكمل السباق   |

| روبل كليننينج ‏ RUP | روبل كليننينج ‏ RUP     | روبل كليننينج ‏ RUP |
| ------------------ | ---------------------- | ------------------ |
| م                  | عداء                   | مرتبة              |
| 201                | Sara Van de Vel ‏       | 59                 |
| 202                | Lucy Mayrhofer‏         | لم يكمل السباق     |
| 203                | Antonia Gröndahl ‏      | 69                 |
| 204                | Aline Seitz ‏           | لم يكمل السباق     |
| 205                | أليس شارب              | 44                 |
| 206                | Svenja Betz‏            | لم يكمل السباق     |
| 207                | Maja Perinović ‏ (طريق) | لم يكمل السباق     |

| GT Krush Rebellease Pro Cycling ‏ BPC | GT Krush Rebellease Pro Cycling ‏ BPC | GT Krush Rebellease Pro Cycling ‏ BPC |
| ------------------------------------ | ------------------------------------ | ------------------------------------ |
| م                                    | عداء                                 | مرتبة                                |
| 211                                  | Nathalie Eklund (cyclist) ‏           | 47                                   |
| 212                                  | Inez Beijer ‏                         | لم يكمل السباق                       |
| 213                                  | Marissa Baks ‏                        | 78                                   |
| 214                                  | Quinty Ton ‏                          | 38                                   |
| 215                                  | Clara Lundmark ‏                      | 31                                   |
| 216                                  | Melanie Klement ‏                     | لم يكمل السباق                       |
| 217                                  | Nienke Wasmus ‏                       | لم يكمل السباق                       |

| لفيف للسيدات ‏ LCW | لفيف للسيدات ‏ LCW      | لفيف للسيدات ‏ LCW |
| ----------------- | ---------------------- | ----------------- |
| م                 | عداء                   | مرتبة             |
| 221               | Naomi de Roeck‏         | 64                |
| 222               | Gloria Van Mechelen‏    | لم يكمل السباق    |
| 223               | Sarah Borremans‏        | لم يكمل السباق    |
| 224               | Marga López (cyclist) ‏ | 79                |
| 225               | لورين كريمر ‏           | لم يكمل السباق    |
| 226               | Olena Sharha ‏          | 65                |
| 227               | Hanna Solovey ‏         | 39                |

| Isorex NoAqua Ladies Cycling‏ ___ | Isorex NoAqua Ladies Cycling‏ ___ | Isorex NoAqua Ladies Cycling‏ ___ |
| -------------------------------- | -------------------------------- | -------------------------------- |
| م                                | عداء                             | مرتبة                            |
| 231                              | Marjolein Moreau‏                 | لم يكمل السباق                   |
| 232                              | Margot Bourguignon‏               | لم يكمل السباق                   |
| 233                              | Anna Docherty ‏                   | لم يكمل السباق                   |
| 234                              | Lisa Isebaert‏                    | لم يكمل السباق                   |
| 235                              | Trine Holmsgaard ‏                | 71                               |
| 236                              | كورينا ليتشنر                    | لم يكمل السباق                   |
| 237                              | Laura Bragano‏                    | لم يكمل السباق                   |

| فريق فرنسا لركوب الدراجات للسيدات 2021 ‏ FRA | فريق فرنسا لركوب الدراجات للسيدات 2021 ‏ FRA | فريق فرنسا لركوب الدراجات للسيدات 2021 ‏ FRA |
| ------------------------------------------- | ------------------------------------------- | ------------------------------------------- |
| م                                           | عداء                                        | مرتبة                                       |
| 241                                         | Barbara Fonseca ‏                            | لم يكمل السباق                              |
| 242                                         | Marion Colard‏                               | لم يكمل السباق                              |
| 243                                         | Margot Pompanon ‏                            | لم يكمل السباق                              |
| 244                                         | Océane Tessier‏                              | لم يكمل السباق                              |
| 245                                         | Kristina Nenadovic ‏                         | لم يكمل السباق                              |
| 246                                         | Mélanie Guedon‏                              | لم يكمل السباق                              |

| فريق بلجيكا لركوب الدراجات للسيدات 2021 ‏ BEL | فريق بلجيكا لركوب الدراجات للسيدات 2021 ‏ BEL | فريق بلجيكا لركوب الدراجات للسيدات 2021 ‏ BEL |
| -------------------------------------------- | -------------------------------------------- | -------------------------------------------- |
| م                                            | عداء                                         | مرتبة                                        |
| 1                                            | لوت كوبيكي (طريق)                            | 12                                           |
| 2                                            | Katrijn De Clercq ‏                           | 45                                           |
| 3                                            | Valerie Demey ‏                               | 7                                            |
| 4                                            | Ellen Feytens‏                                | لم يكمل السباق                               |
| 5                                            | Nathalie Verschelden ‏                        | لم يكمل السباق                               |

| فريق هولندا لركوب الدراجات للسيدات 2021 ‏ NED | فريق هولندا لركوب الدراجات للسيدات 2021 ‏ NED | فريق هولندا لركوب الدراجات للسيدات 2021 ‏ NED |
| -------------------------------------------- | -------------------------------------------- | -------------------------------------------- |
| م                                            | عداء                                         | مرتبة                                        |
| 11                                           | لورينا ويبيس                                 | 29                                           |
| 12                                           | Evy Kuijpers ‏                                | 18                                           |
| 13                                           | شيرين فان أنروي                              | 46                                           |
| 14                                           | Eva Jonkers‏                                  | لم يكمل السباق                               |
| 15                                           | Eline Van Rooijen ‏                           | 56                                           |
| 16                                           | Ilse Grit‏                                    | لم يكمل السباق                               |
| 17                                           | Sofie van Rooijen ‏                           | 20                                           |

| إس دي وركس ‏ SDW | إس دي وركس ‏ SDW       | إس دي وركس ‏ SDW |
| --------------- | --------------------- | --------------- |
| م               | عداء                  | مرتبة           |
| 21              | جولين ديهور           | 9               |
| 22              | ايمي بيترز            | 2               |
| 23              | Lonneke Uneken ‏       | 13              |
| 24              | كريستين ماجروس (طريق) | 1               |
| 25              | روكسان فورنييه        | 11              |

| لوتو بيليسول للسيدات ‏ LSL | لوتو بيليسول للسيدات ‏ LSL | لوتو بيليسول للسيدات ‏ LSL |
| ------------------------- | ------------------------- | ------------------------- |
| م                         | عداء                      | مرتبة                     |
| 31                        | Jesse Vandenbulcke ‏       | 5                         |
| 32                        | Alana Castrique ‏          | لم يكمل السباق            |
| 33                        | Abby-Mae Parkinson ‏       | 48                        |
| 34                        | Anna Plichta ‏             | 51                        |
| 35                        | حنا نيلسون                | 24                        |
| 36                        | Danique Braam ‏            | 81                        |

| Andy Schleck–CP NVST–Immo Losch ‏ ASC | Andy Schleck–CP NVST–Immo Losch ‏ ASC | Andy Schleck–CP NVST–Immo Losch ‏ ASC |
| ------------------------------------ | ------------------------------------ | ------------------------------------ |
| م                                    | عداء                                 | مرتبة                                |
| 41                                   | Maite Barthels ‏                      | لم يكمل السباق                       |
| 42                                   | Nina Berton ‏                         | لم يكمل السباق                       |
| 43                                   | Georgia Danford‏                      | لم يكمل السباق                       |
| 44                                   | Désirée Ehrler ‏                      | لم يكمل السباق                       |
| 45                                   | Stella Nightingale‏                   | لم يكمل السباق                       |
| 46                                   | Claire Faber ‏                        | 33                                   |
| 47                                   | Carolin Schiff ‏                      | 67                                   |

| بنجوال شوفالمير ‏ CCT | بنجوال شوفالمير ‏ CCT | بنجوال شوفالمير ‏ CCT |
| -------------------- | -------------------- | -------------------- |
| م                    | عداء                 | مرتبة                |
| 51                   | ثاليتا دي جونج       | 3                    |
| 52                   | ديمي دي جونغ ‏        | لم يكمل السباق       |
| 53                   | Rozanne Slik ‏        | لم يكمل السباق       |
| 54                   | Lenny Druyts ‏        | لم يكمل السباق       |
| 55                   | Justine Ghekiere ‏    | لم يكمل السباق       |
| 56                   | كيلي فان دن ستين     | 43                   |
| 57                   | Caren Commissaris‏    | لم يكمل السباق       |

| بيزكايا دورانجو ‏ BDP | بيزكايا دورانجو ‏ BDP | بيزكايا دورانجو ‏ BDP |
| -------------------- | -------------------- | -------------------- |
| م                    | عداء                 | مرتبة                |
| 61                   | ساندرا ألونسو        | 54                   |
| 62                   | إليزابيث هولدن       | 49                   |
| 63                   | Émilie Fortin ‏       | لم يكمل السباق       |
| 64                   | Yurani Blanco ‏       | لم يكمل السباق       |
| 65                   | Daniela Campos ‏      | لم يكمل السباق       |
| 67                   | Julia Sánchez Galea‏  | لم يكمل السباق       |

| إن إكس تي جي ريسينغ ‏ NXG | إن إكس تي جي ريسينغ ‏ NXG | إن إكس تي جي ريسينغ ‏ NXG |
| ------------------------ | ------------------------ | ------------------------ |
| م                        | عداء                     | مرتبة                    |
| 71                       | Britt Knaven ‏            | 66                       |
| 72                       | Rozemarijn Ammerlaan ‏    | 76                       |
| 73                       | Ilse Pluimers ‏           | 34                       |
| 74                       | Maud Rijnbeek ‏           | لم يكمل السباق           |
| 75                       | Catalina Soto ‏           | 28                       |
| 76                       | Cathalijne Hoolwerf ‏     | لم يكمل السباق           |
| 77                       | Emily Wadsworth ‏         | 36                       |

| دبليو سي سي تيم ‏ WCC | دبليو سي سي تيم ‏ WCC | دبليو سي سي تيم ‏ WCC |
| -------------------- | -------------------- | -------------------- |
| م                    | عداء                 | مرتبة                |
| 81                   | Alessia Vigilia ‏     | 27                   |
| 82                   | Antri Christoforou ‏  | 68                   |
| 83                   | Tereza Neumanová ‏    | 55                   |
| 84                   | Nicole Hanselmann ‏   | لم يكمل السباق       |
| 85                   | ماغورزاتا جاسيسكا    | 26                   |
| 86                   | Rachel Neylan ‏       | 72                   |
| 87                   | Luciana Roland‏       | لم يكمل السباق       |

| دولتشيني فان إيك بروكسيموس ‏ DVE | دولتشيني فان إيك بروكسيموس ‏ DVE | دولتشيني فان إيك بروكسيموس ‏ DVE |
| ------------------------------- | ------------------------------- | ------------------------------- |
| م                               | عداء                            | مرتبة                           |
| 91                              | Fien van Eynde ‏                 | 37                              |
| 92                              | Bryony van Velzen ‏              | 30                              |
| 93                              | Christina Schweinberger ‏        | 53                              |
| 94                              | Kathrin Schweinberger ‏ (طريق)   | 14                              |
| 95                              | Minke Bakker‏                    | 73                              |
| 96                              | Mieke Docx ‏                     | لم يكمل السباق                  |
| 97                              | Nicole Steigenga ‏               | 6                               |

| تيم كوب هايتك بوردكتس ‏ HPU | تيم كوب هايتك بوردكتس ‏ HPU | تيم كوب هايتك بوردكتس ‏ HPU |
| -------------------------- | -------------------------- | -------------------------- |
| م                          | عداء                       | مرتبة                      |
| 101                        | ميكي كروجر                 | 32                         |
| 102                        | Caroline Andersson ‏        | لم يكمل السباق             |
| 103                        | Amalie Lutro ‏              | لم يكمل السباق             |
| 104                        | Ann Helen Olsen‏            | لم يكمل السباق             |
| 107                        | Martine Gjøs ‏              | لم يكمل السباق             |

| باركهوتل فالكنبورغ ‏ PHV | باركهوتل فالكنبورغ ‏ PHV | باركهوتل فالكنبورغ ‏ PHV |
| ----------------------- | ----------------------- | ----------------------- |
| م                       | عداء                    | مرتبة                   |
| 111                     | Amber van der Hulst ‏    | 4                       |
| 112                     | Sylvie Swinkels ‏        | لم يكمل السباق          |
| 113                     | فيمكا ماركوس            | 16                      |
| 114                     | كيرستي فان هافتن        | 35                      |
| 115                     | Leonie Bos ‏             | 60                      |
| 116                     | Marit Raaijmakers ‏      | 50                      |

| اركيا للسيدات ‏ ARK | اركيا للسيدات ‏ ARK       | اركيا للسيدات ‏ ARK |
| ------------------ | ------------------------ | ------------------ |
| م                  | عداء                     | مرتبة              |
| 121                | شارلوت بيكر              | 63                 |
| 122                | Amandine Fouquenet ‏      | لم يكمل السباق     |
| 123                | Lucie Jounier ‏           | 8                  |
| 124                | غلاديس فيرهلست ‏          | 57                 |
| 125                | Marie-Morgane Le Deunff ‏ | لم يكمل السباق     |
| 126                | Greta Richioud ‏          | لم يكمل السباق     |
| 127                | Typhaine Laurance ‏       | 62                 |

| Keukens Redant ‏ ___ | Keukens Redant ‏ ___   | Keukens Redant ‏ ___ |
| ------------------- | --------------------- | ------------------- |
| م                   | عداء                  | مرتبة               |
| 131                 | Imogen Cotter ‏        | لم يكمل السباق      |
| 132                 | Shana Dalving‏         | لم يكمل السباق      |
| 133                 | Brenda Goessens‏       | لم يكمل السباق      |
| 134                 | Justine Lescrauwaet‏   | لم يكمل السباق      |
| 135                 | Quinty van de Guchte ‏ | لم يكمل السباق      |
| 136                 | Evy Tillaert‏          | لم يكمل السباق      |
| 137                 | Evy Roelen‏            | لم يكمل السباق      |

| إنستافوند لا بريما ‏ ILP | إنستافوند لا بريما ‏ ILP | إنستافوند لا بريما ‏ ILP |
| ----------------------- | ----------------------- | ----------------------- |
| م                       | عداء                    | مرتبة                   |
| 141                     | Rotem Gafinovitz ‏       | 52                      |
| 143                     | كارولين باور            | 41                      |
| 144                     | Rachel Langdon‏          | 17                      |
| 145                     | Isabella Bertold ‏       | 70                      |
| 146                     | Gillian Ellsay ‏         | 80                      |

| S-bikes Bodhi‏ ___ | S-bikes Bodhi‏ ___      | S-bikes Bodhi‏ ___ |
| ----------------- | ---------------------- | ----------------- |
| م                 | عداء                   | مرتبة             |
| 151               | Arianna Pruisscher ‏    | 21                |
| 152               | Demi van Dijke‏         | لم يكمل السباق    |
| 153               | Desiree Liegeois‏       | لم يكمل السباق    |
| 154               | Klara Fischnaller‏      | لم يكمل السباق    |
| 155               | Laura Vainionpää ‏      | لم يكمل السباق    |
| 156               | Saartje Vandenbroucke ‏ | لم يكمل السباق    |
| 157               | Elena Debouck‏          | لم يكمل السباق    |

| دروبز ‏ DRP | دروبز ‏ DRP               | دروبز ‏ DRP     |
| ---------- | ------------------------ | -------------- |
| م          | عداء                     | مرتبة          |
| 161        | Dani Christmas ‏          | 74             |
| 162        | إميلي موبيرج             | 25             |
| 163        | Maike van der Duin ‏      | 15             |
| 164        | Marjolein van 't Geloof ‏ | 10             |
| 165        | ماريا مارتينز            | 19             |
| 166        | Finja Smekal‏             | لم يكمل السباق |
| 167        | Sara Penton ‏             | 23             |

| أوتوجلاس ويترين ‏ MUL | أوتوجلاس ويترين ‏ MUL | أوتوجلاس ويترين ‏ MUL |
| -------------------- | -------------------- | -------------------- |
| م                    | عداء                 | مرتبة                |
| 171                  | Anna Badegruber ‏     | لم يكمل السباق       |
| 172                  | Lara Defour ‏         | لم يكمل السباق       |
| 173                  | Julie Stockman‏       | لم يكمل السباق       |
| 174                  | Fien De Wispelaere‏   | لم يكمل السباق       |
| 175                  | Fien Delbaere ‏       | 40                   |
| 176                  | Rosalie Van der Wolf‏ | 77                   |
| 177                  | Sara Maes‏            | لم يكمل السباق       |

| شارينت ماريتايم سيلينج للسيدات ‏ CMW | شارينت ماريتايم سيلينج للسيدات ‏ CMW | شارينت ماريتايم سيلينج للسيدات ‏ CMW |
| ----------------------------------- | ----------------------------------- | ----------------------------------- |
| م                                   | عداء                                | مرتبة                               |
| 181                                 | Séverine Eraud ‏                     | لم يكمل السباق                      |
| 182                                 | Noemi Rüegg ‏                        | 42                                  |
| 183                                 | Noémie Abgrall ‏                     | لم يكمل السباق                      |
| 184                                 | India Grangier ‏                     | 61                                  |
| 185                                 | Célia Le Mouel ‏                     | 58                                  |
| 186                                 | Élodie Le Bail‏                      | 22                                  |
| 187                                 | Manon Souyris ‏                      | لم يكمل السباق                      |

| كامز-تيفوسي ‏ CAT | كامز-تيفوسي ‏ CAT | كامز-تيفوسي ‏ CAT |
| ---------------- | ---------------- | ---------------- |
| م                | عداء             | مرتبة            |
| 191              | Hayley Simmonds ‏ | لم يكمل السباق   |
| 193              | Jessica Finney ‏  | 75               |
| 194              | Jo Tindley ‏      | لم يكمل السباق   |
| 195              | Katie Scott‏      | لم يكمل السباق   |
| 197              | Clover Murray ‏   | لم يكمل السباق   |

| روبل كليننينج ‏ RUP | روبل كليننينج ‏ RUP     | روبل كليننينج ‏ RUP |
| ------------------ | ---------------------- | ------------------ |
| م                  | عداء                   | مرتبة              |
| 201                | Sara Van de Vel ‏       | 59                 |
| 202                | Lucy Mayrhofer‏         | لم يكمل السباق     |
| 203                | Antonia Gröndahl ‏      | 69                 |
| 204                | Aline Seitz ‏           | لم يكمل السباق     |
| 205                | أليس شارب              | 44                 |
| 206                | Svenja Betz‏            | لم يكمل السباق     |
| 207                | Maja Perinović ‏ (طريق) | لم يكمل السباق     |

| GT Krush Rebellease Pro Cycling ‏ BPC | GT Krush Rebellease Pro Cycling ‏ BPC | GT Krush Rebellease Pro Cycling ‏ BPC |
| ------------------------------------ | ------------------------------------ | ------------------------------------ |
| م                                    | عداء                                 | مرتبة                                |
| 211                                  | Nathalie Eklund (cyclist) ‏           | 47                                   |
| 212                                  | Inez Beijer ‏                         | لم يكمل السباق                       |
| 213                                  | Marissa Baks ‏                        | 78                                   |
| 214                                  | Quinty Ton ‏                          | 38                                   |
| 215                                  | Clara Lundmark ‏                      | 31                                   |
| 216                                  | Melanie Klement ‏                     | لم يكمل السباق                       |
| 217                                  | Nienke Wasmus ‏                       | لم يكمل السباق                       |

| لفيف للسيدات ‏ LCW | لفيف للسيدات ‏ LCW      | لفيف للسيدات ‏ LCW |
| ----------------- | ---------------------- | ----------------- |
| م                 | عداء                   | مرتبة             |
| 221               | Naomi de Roeck‏         | 64                |
| 222               | Gloria Van Mechelen‏    | لم يكمل السباق    |
| 223               | Sarah Borremans‏        | لم يكمل السباق    |
| 224               | Marga López (cyclist) ‏ | 79                |
| 225               | لورين كريمر ‏           | لم يكمل السباق    |
| 226               | Olena Sharha ‏          | 65                |
| 227               | Hanna Solovey ‏         | 39                |

| Isorex NoAqua Ladies Cycling‏ ___ | Isorex NoAqua Ladies Cycling‏ ___ | Isorex NoAqua Ladies Cycling‏ ___ |
| -------------------------------- | -------------------------------- | -------------------------------- |
| م                                | عداء                             | مرتبة                            |
| 231                              | Marjolein Moreau‏                 | لم يكمل السباق                   |
| 232                              | Margot Bourguignon‏               | لم يكمل السباق                   |
| 233                              | Anna Docherty ‏                   | لم يكمل السباق                   |
| 234                              | Lisa Isebaert‏                    | لم يكمل السباق                   |
| 235                              | Trine Holmsgaard ‏                | 71                               |
| 236                              | كورينا ليتشنر                    | لم يكمل السباق                   |
| 237                              | Laura Bragano‏                    | لم يكمل السباق                   |

| فريق فرنسا لركوب الدراجات للسيدات 2021 ‏ FRA | فريق فرنسا لركوب الدراجات للسيدات 2021 ‏ FRA | فريق فرنسا لركوب الدراجات للسيدات 2021 ‏ FRA |
| ------------------------------------------- | ------------------------------------------- | ------------------------------------------- |
| م                                           | عداء                                        | مرتبة                                       |
| 241                                         | Barbara Fonseca ‏                            | لم يكمل السباق                              |
| 242                                         | Marion Colard‏                               | لم يكمل السباق                              |
| 243                                         | Margot Pompanon ‏                            | لم يكمل السباق                              |
| 244                                         | Océane Tessier‏                              | لم يكمل السباق                              |
| 245                                         | Kristina Nenadovic ‏                         | لم يكمل السباق                              |
| 246                                         | Mélanie Guedon‏                              | لم يكمل السباق                              |

## التصنيف العام النهائي
| التصنيف العام                          | التصنيف العام            | التصنيف العام | التصنيف العام                            | التصنيف العام |
| العداء                                 | العداء                   | البلد         | الفريق                                   | الوقت         |
| -------------------------------------- | ------------------------ | ------------- | ---------------------------------------- | ------------- |
| 1                                      | كريستين ماجروس           | لوكسمبورغ     | إس دي وركس ‏                              | 3 س 16 د 21 ث |
| 2                                      | ايمي بيترز               | هولندا        | إس دي وركس ‏                              | + 0 ث         |
| 3                                      | ثاليتا دي جونج           | هولندا        | بنجوال شوفالمير ‏                         | + 2 د 28 ث    |
| 4                                      | Amber van der Hulst ‏     | هولندا        | باركهوتل فالكنبورغ ‏                      | + 2 د 28 ث    |
| 5                                      | Jesse Vandenbulcke ‏      | بلجيكا        | لوتو بيليسول للسيدات ‏                    | + 2 د 28 ث    |
| 6                                      | Nicole Steigenga ‏        | هولندا        | دولتشيني فان إيك بروكسيموس ‏              | + 2 د 28 ث    |
| 7                                      | Valerie Demey ‏           | بلجيكا        | فريق بلجيكا لركوب الدراجات للسيدات 2021 ‏ | + 2 د 28 ث    |
| 8                                      | Lucie Jounier ‏           | فرنسا         | اركيا للسيدات ‏                           | + 3 د 36 ث    |
| 9                                      | جولين ديهور              | بلجيكا        | إس دي وركس ‏                              | + 4 د 14 ث    |
| 10                                     | Marjolein van 't Geloof ‏ | هولندا        | دروبز ‏                                   | + 4 د 17 ث    |
| مصدر: ProCyclingStats Cycling Quotient |                          |               |                                          |               |

## وصلات خارجية
- الموقع الرسمي
- لمحة عن سباق أوملوب فان دي ويستهوك 2021 على موقع  ProCyclingStats   (برو  سايكلنج  ستاتس) - إحصاءات  محترفي  الدراجات.
- أوملوب فان دي ويستهوك 2021 على موقع إحصائيات الدراجات الإحترافية (الإنجليزية)